# Simonie
Als Simonie wird der Kauf oder Verkauf eines geistlichen oder kirchlichen Amtes, von Pfründen, Sakramenten, Reliquien oder Ähnlichem bezeichnet. Im Zusammenhang mit dem Investiturstreit im Mittelalter wurde der Begriff zeitweilig auf jede Vergabe eines kirchlichen Amtes an einen Laien (Laieninvestitur) ausgedehnt, ob gegen Geld oder ohne Gegenleistung. Der unter anderem im Mittelalter übliche Verkauf geistlicher Ämter wurde schließlich kirchenrechtlich verboten, da man dadurch geistliche Werte entwürdigt sah.

## Begriff

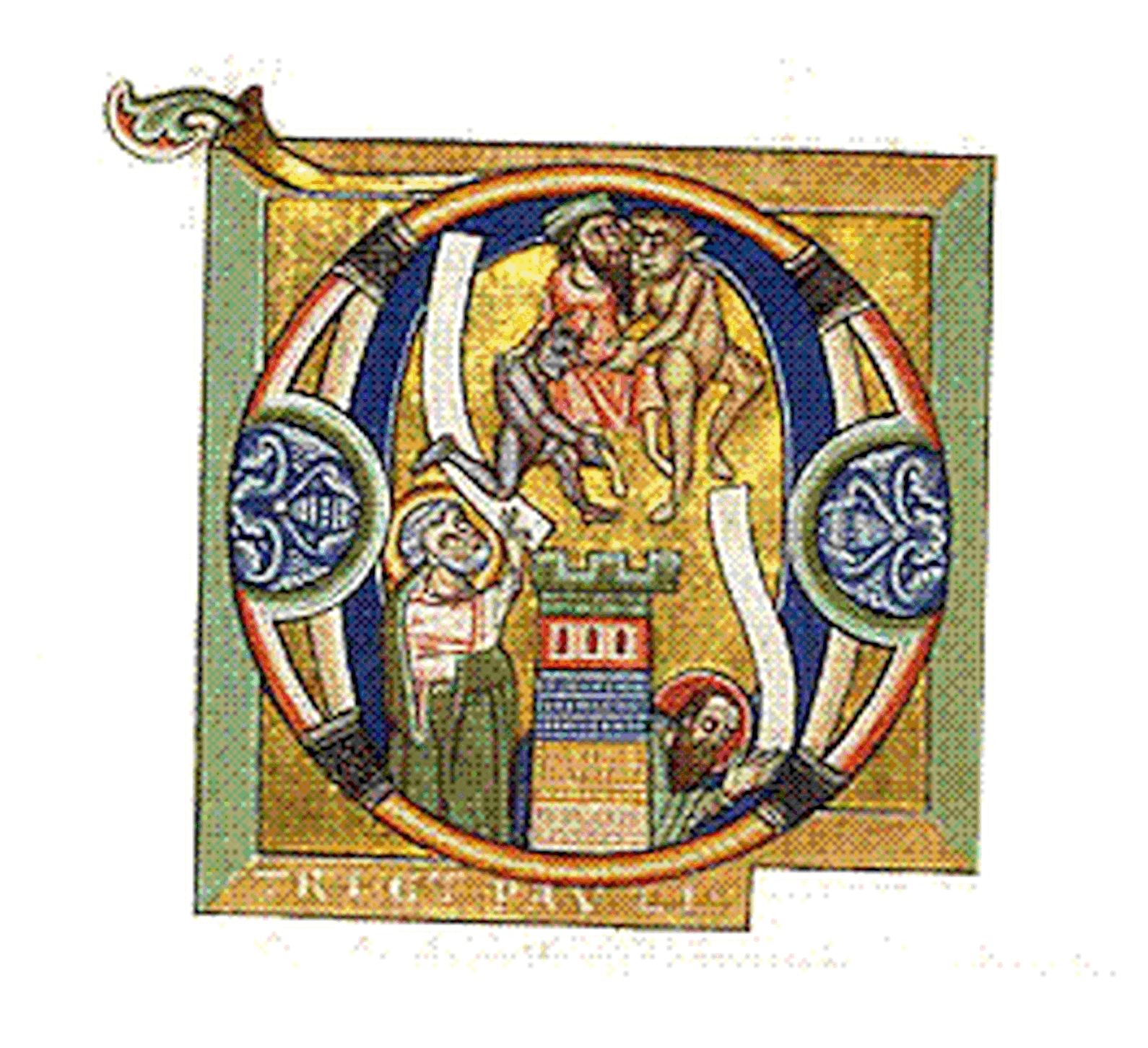
Fall des Simon Magus, Hildesheim, 1170

Der Begriff „Simonie“ ist abgeleitet von der biblischen Gestalt des Simon Magus (Apg 8,5–24 ):

„Philippus aber ging hinab in eine Stadt Samarias und predigte ihnen den Christus. Die Volksmengen achteten einmütig auf das, was von Philippus geredet wurde, indem sie zuhörten und die Zeichen sahen, die er tat. […] Ein Mann aber, mit Namen Simon, befand sich vorher in der Stadt, der trieb Zauberei und brachte das Volk von Samaria außer sich, indem er von sich selbst sagte, dass er etwas Großes sei. […] Als die Apostel in Jerusalem gehört hatten, dass Samaria das Wort Gottes angenommen habe, sandten sie Petrus und Johannes zu ihnen. Als diese hinabgekommen waren, beteten sie für sie, damit sie den Heiligen Geist empfangen möchten; denn er war noch auf keinen von ihnen gefallen, sondern sie waren allein getauft auf den Namen des Herrn Jesus. Dann legten sie ihnen die Hände auf, und sie empfingen den Heiligen Geist. Als aber Simon sah, dass durch das Auflegen der Hände der Apostel der Geist gegeben wurde, brachte er ihnen Geld und sagte: Gebt auch mir diese Macht, dass der, dem ich die Hände auflege, den Heiligen Geist empfange. Petrus aber sprach zu ihm: Dein Geld fahre mit dir ins Verderben, weil du gemeint hast, dass die Gabe Gottes durch Geld zu erlangen sei! Du hast weder Teil noch Recht an dieser Sache, denn dein Herz ist nicht aufrichtig vor Gott. Tu nun Buße über diese deine Bosheit und bitte den Herrn, ob dir etwa der Anschlag deines Herzens vergeben werde; denn ich sehe, dass du voll bitterer Galle und in Banden der Ungerechtigkeit bist. Simon aber antwortete und sprach: Bittet ihr für mich den Herrn, damit nichts über mich komme von dem, was ihr gesagt habt.“

## Geschichtliche Aspekte
Nach dem Toleranzedikt von Mailand von 313 unter Kaiser Konstantin I. und seinem oströmischen Mitkaiser Licinius, das die Christenverfolgungen im Römischen Reich beendete, sah sich das Christentum mit neuen Herausforderungen konfrontiert. Mit der staatlichen Zulassung als Religion konnte ein kirchliches Amt Teil einer Karriere werden. Auf dem Konzil von Chalkedon 451 wurden Priesterweihen gegen Bezahlung ausdrücklich und offiziell verboten. Von Papst Nikolaus II. wurde die Simonie auf der Synode von 1059/1060 als „dreifältige simonistische Häresie“ bezeichnet, was auf seiner Einteilung in simonistischen oder nicht-simonistischen Ämterkauf sowie in daran beteiligte Simonisten und Nicht-Simonisten beruhte. Jede Weihe, die auf simonistische Weise zustande gekommen sei, solle mit der Entfernung des Amtsinhabers aus dem Amt geahndet werden. Auch wenn dieses Verbot auf weiteren Konzilen – wie dem Konzil im Lateran II (1139), dem Konzil im Lateran III (1179) und dem Konzil von Trient (1545–1563) – bestätigt wurde, war der Kauf von Ämtern weiterhin verbreitet.
Den Höhepunkt erreichten Ämterkauf und -verkauf gegen Ende des Mittelalters. Nach Anekdoten habe sich Alexander VI. 1492 seine Wahl zum Papst erkauft, indem er das Gebot des französischen Königs Karl VIII. und der Republik Genua – 300.000 Golddukaten für ihren eigenen Favoriten – um vier Maultierladungen Silbers überboten habe. Auch vorsichtigere Geschichtsschreiber räumen ein, dass ein Ämterkauf in diesem Fall „nicht unwahrscheinlich“ war.

## Simonie heute
Durch die Trennung von Kirche und Staat ist das Problem heute deutlich entschärft.
Eine Neubewertung hat der Tatbestand der Simonie aber im Rahmen der Papstwahl erfahren. Zwar ist gemäß Can. 149 § 3 des römisch-katholischen Codex Iuris Canonici eine durch Simonie erfolgte Amtsübertragung grundsätzlich unwirksam. Papst Johannes Paul II. hat aber 1996 ausdrücklich bekräftigt, dass die Wahl eines neuen Papstes selbst bei Bestechung gültig bleibt:

„Gesetzt den Fall, dass bei der Wahl des Papstes das Verbrechen der Simonie – Gott bewahre uns davor! – begangen worden sein sollte, beschließe und erkläre ich, dass alle diejenigen, die sich schuldig machen sollten, sich die Exkommunikation latae sententiae [als Tatstrafe] zuziehen; jedoch erkläre ich, dass die Nichtigkeit oder die Ungültigkeit bei simonistischer Wahl aufgehoben ist, damit die Gültigkeit der Wahl des Papstes aus diesem Grunde – wie schon von meinen Vorgängern verfügt – nicht angefochten werde.“